# Буксбаумова острица
Буксбаумиева острица (Carex buxbaumii) е вид острица, местен в голяма част от Северното полукълбо, от Аляска до Гренландия и Евразия, включително в по-голямата част от Канада и Съединените щати. 

## Описание
Расте на снопове с дълги коренища. Стъблата достигат максимална височина 75 – 100 см. Листата са тесни и малки. Съцветието има прицветник, който понякога е по-дълъг от класовете. Плодовете имат тъмно оцветени прицветници и торбичка, наречена перигиниум, която е сиво-зелена и грапава по текстура.

## Разпространение
Расте във влажни местообитания, като блата и мочурища. 